# Aechmea aculeatosepala
Espèce
Classification phylogénétique
Synonymes
- Neoregelia aculeatosepala Rauh & Barthlott

Statut de conservation UICN

 VU A2a : Vulnérable
Aechmea aculeatosepala est une espèce de plante de la famille des Bromeliaceae, endémique d'Équateur.

## Synonymes
- Neoregelia aculeatosepala Rauh & Barthlott[2].